# Francisco Peña
Francisco Peña (Villarroya de los Pinares, 1540 - Roma, 1612) fou un canonista i erudit.
Doctor en teologia i en drets per la Universitat de València. Anà a Roma, on Felip II de Castella l’elegí com a auditor de la Rota per la corona catalanoaragonesa (1588). Fou prelat d'Honor de Sa Santedat, jutge apostòlic delegat i promotor dels processos de canonització, entre d'altres, de Ramon de Penyafort. Fou degà de la Rota del 1604 al 1612. Publicà diversos tractats de dret canònic, al·legacions jurídiques, decisions de la Rota (1648-50), biografies de sants, com la Vita Sancti Raymundi de Peñafort (1601), edició d’una biografia antiga anònima que il·lustrà i completà amb la relació de la seva canonització. Reedità, per encàrrec de la Santa Seu, el Directorium inquisitorum (1578) de Nicolau Eimeric: l’edició, la féu a base de l’edició del 1503, però sobretot de diversos manuscrits dels s. XIV i XV, un d’ells procedent d'Avinyó, amb notes que ell atribuí al propi Eimeric; la transcripció, feta amb gran rigor científic, d’un alt interès paleogràfic, era completada per precisions, llargs comentaris i arguments justificatius i enriquida amb l’edició de les lletres apostòliques i de les butlles del 1198 al 1578, entre les quals la controvertida butlla antilulliana de Papa Gregori XI, que reavivà a Mallorca la qüestió sobre la seva autenticitat i fou causa de nombrosa literatura de protesta. Ha estat reeditat diverses vegades i traduït al francès, en part, el 1973.